# Vakta min ensamhet
Vakta min ensamhet är en sång skriven av Niklas Strömstedt. Den finns med på hans studioalbum Du blir du jag blir jag (2001), men utgavs också som singel samma år. Vakta min ensamhet var den tredje och sista singeln från albumet.
Singeln gavs ut på CD med en instrumentalversion av låten som B-sida. Den producerades av Martin Hansen och Mikael Nord Andersson. Låten finns även med Strömstedts samlingsalbum 30 år i kärlekens tjänst (2009).
Vakta min ensamhet tog sig inte in på Svenska singellistan och inte heller på Svensktoppen.

## Låtlista
1. "Vakta min ensamhet" – 3:33
2. "Vakta min ensamhet" (instrumentalversion) – 3:32